# テイク・ア・バウ (マドンナの曲)
「テイク・ア・バウ」(Take a Bow)は、マドンナの楽曲。6枚目のスタジオ・アルバム『ベッドタイム・ストーリーズ』から2枚目のシングル・カットとしてリリースされた。
ベイビーフェイスとの共作。

## 解説
Billboard Hot 100において自身最長となる7週連続1位を記録し、チャートインは30週にも渡った。
一方で全英シングルチャートでの最高位は16位であり、1984年以来TOP10入りを逃したシングルとなった。
ミュージック・ビデオはアンテケーラの闘牛場とロンダで撮影が行われた。

## 収録曲
日本盤 3"シングル
1. テイク・ア・バウ (アルバム・ヴァージョン) - 5:20
2. テイク・ア・バウ (インダソウル・ミックス) - 4:57

デジタルシングル
| #  | タイトル                                                       | 作詞 | 作曲・編曲 | 時間 |
| -- | -------------------------------------------------------------- | ---- | ---------- | ---- |
| 1. | 「テイク・ア・バウ（エディット）」                             |      |            | 4:28 |
| 2. | 「テイク・ア・バウ（インダソウル・エディット）」               |      |            | 4:03 |
| 3. | 「テイク・ア・バウ（シルキー・ソウル・ミックス）」             |      |            | 4:11 |
| 4. | 「テイク・ア・バウ（インダソウル・ミックス）」                 |      |            | 4:58 |
| 5. | 「テイク・ア・バウ（アルバム・ヴァージョン）」                 |      |            | 5:21 |
| 6. | 「テイク・ア・バウ（インダソウル・インストゥルメンタル）」     |      |            | 4:58 |
| 7. | 「テイク・ア・バウ（シルキー・ソウル・インストゥルメンタル）」 |      |            | 4:12 |
| 8. | 「テイク・ア・バウ（インストゥルメンタル）」                   |      |            | 5:21 |